# Дингсхајм
Дингсхајм (фр. Dingsheim) насеље је и општина у источној Француској у региону Алзас, у департману Доња Рајна која припада префектури Стразбур Кампањ.
По подацима из 2011. године у општини је живело 1310 становника, а густина насељености је износила 264,65 становника/km². Општина се простире на површини од 4,95 km². Налази се на средњој надморској висини од 155 m (максималној 180 m, а минималној 146 m).

## Демографија
| 1962. | 1968. | 1975. | 1982. | 1990. | 1999. | 2011. |
| ----- | ----- | ----- | ----- | ----- | ----- | ----- |
| 377   | 430   | 1.238 | 1.210 | 1.093 | 1.070 | 1.310 |

График промене броја становника у току последњих година